# Bell 212
Bell 212 nebo UH-1N (známý rovněž jako Twin Two-Twelve a Twin Huey) je střední vojenský a civilní vrtulník vyráběný společností Bell Helicopter Textron, který vzlétl poprvé roku 1968.

## Vývoj

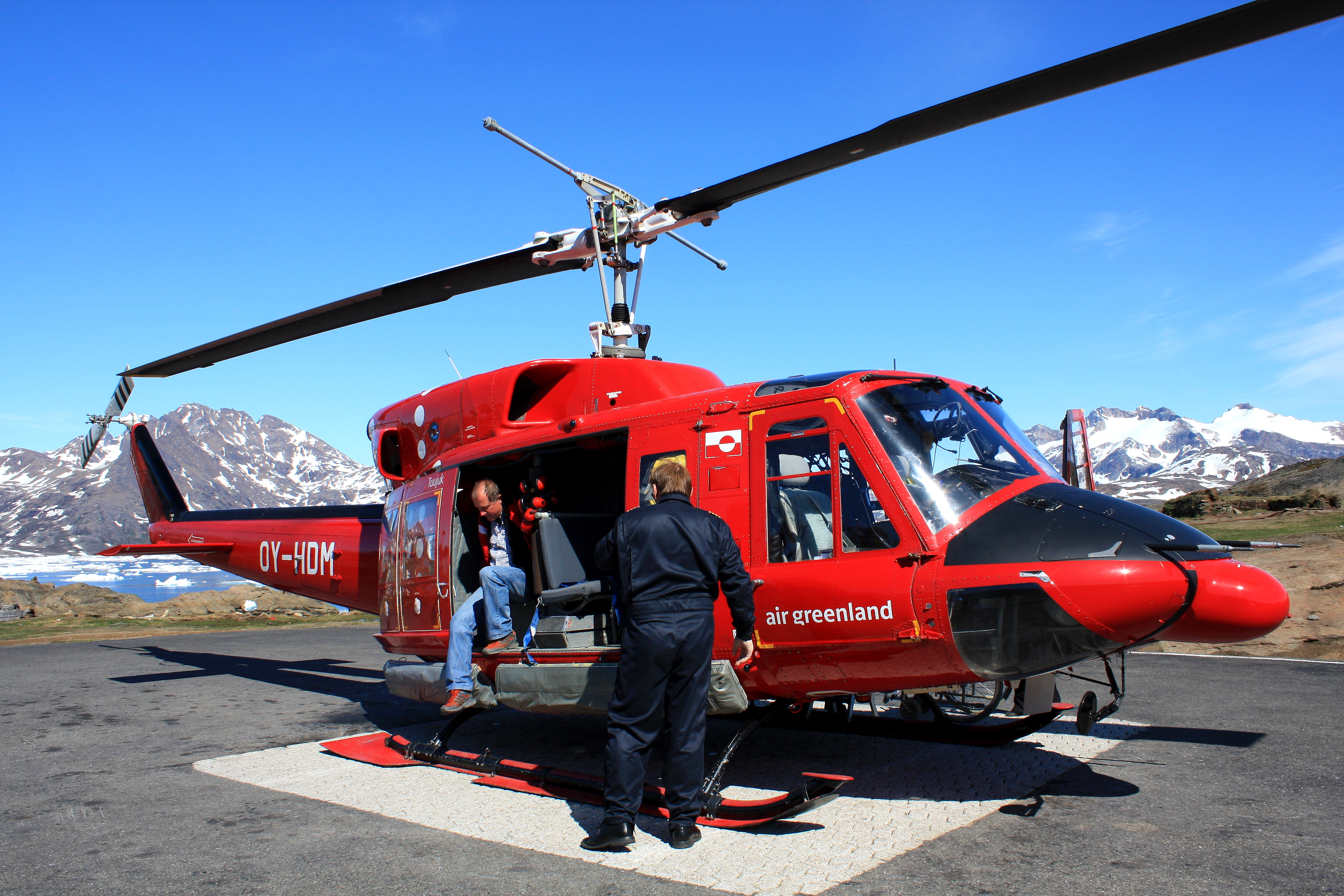
Vrtulník Bell 212 grónské společnosti Air Greenland

Bell 212, založený na protáhlém trupu vrtulníku Bell 205, byl původně vyvinut pro Kanadské ozbrojené síly pod označením CUH-1N, později CH-135. Objednávka od Kanady byla na 50 kusů s možností dokoupení dalších 20 kusů. Ve stejnou dobu si i americká armáda objednala 141 kusů Bell 212 pod označením UH-1N.
Do roku 1971 byl vrtulník uzpůsoben pro komerční použití. Mezi prvními uživateli civilní verze Bell 212 byla společnost Helikopter Service AS z Norska, která jej využívala k obsluze pobřežních ropných plošin. V současné době je Bell 212 využíván při těžební činnosti, pobřežních záchranných operacích nebo také pro zásobování v Arktidě na Linii včasné výstrahy (Distant Early Warning Line).
Dne 6. března 1972 seskočil Hendrick V. Gorick z US Navy Development Squadron Six ve výšce 6 248 m z vrtulníku UH-1N. Vytvořil tak rekord v seskoku padákem nad Antarktidou.
V roce 1979 koupil Civilní úřad pro letectví osm kusů těchto vrtulníků a tím se stal Bell 212 prvním americkým vrtulníkem prodaným v Čínské lidové republice.
Označení ICAO v letových plánech je pro tento vrtulník B212.

## Varianty

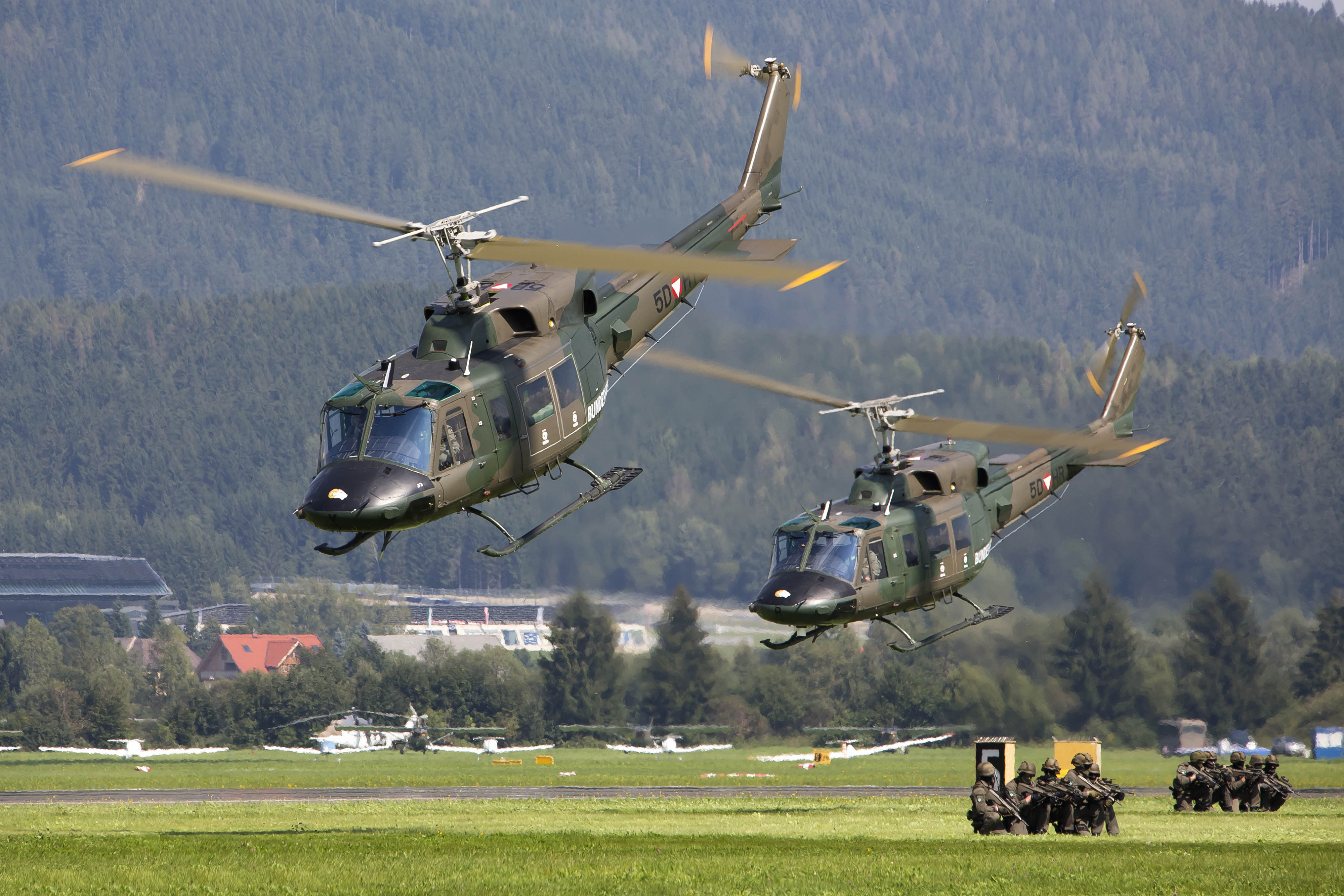
Rakouské vrtulníky Bell 212

- Bell Model 212 – označení společností Bell Helicopters pro UH-1N
  - Twin Two-Twelve – civilní transportní verze pro 14 pasažérů
  - Agusta-Bell AB 212 – civilní nebo vojenská transportní verze postavená v licenci v Itálii společností Augusta
  - Agusta-Bell AB 212ASW – protiponorková, protilodní verze vrtulníku AB 212
- Bell Model 412 – Bell 212 s čtyřlistým kompozitním hlavním rotorem

## Specifikace (civilní verze)

### Technické údaje
- Posádka: 1
- Kapacita: 14
- Délka: 17,46 m
- Průměr hlavního rotoru: 14,69 m
- Výška: 4,39 m
- Plocha hlavního rotoru: 169,5 m²
- Hmotnost prázdného vrtulníku: 2 517 kg
- Maximální vzletová hmotnost 5 080 kg
- Motor: 1× Pratt & Whitney Canada PT6T-3 Turbo Twin Pac, 1 342 kW

### Výkony
- Dolet: 439 km
- Statický dostup: 5 305 m
- Rychlost stoupání: 532 m/min